# Křenovy

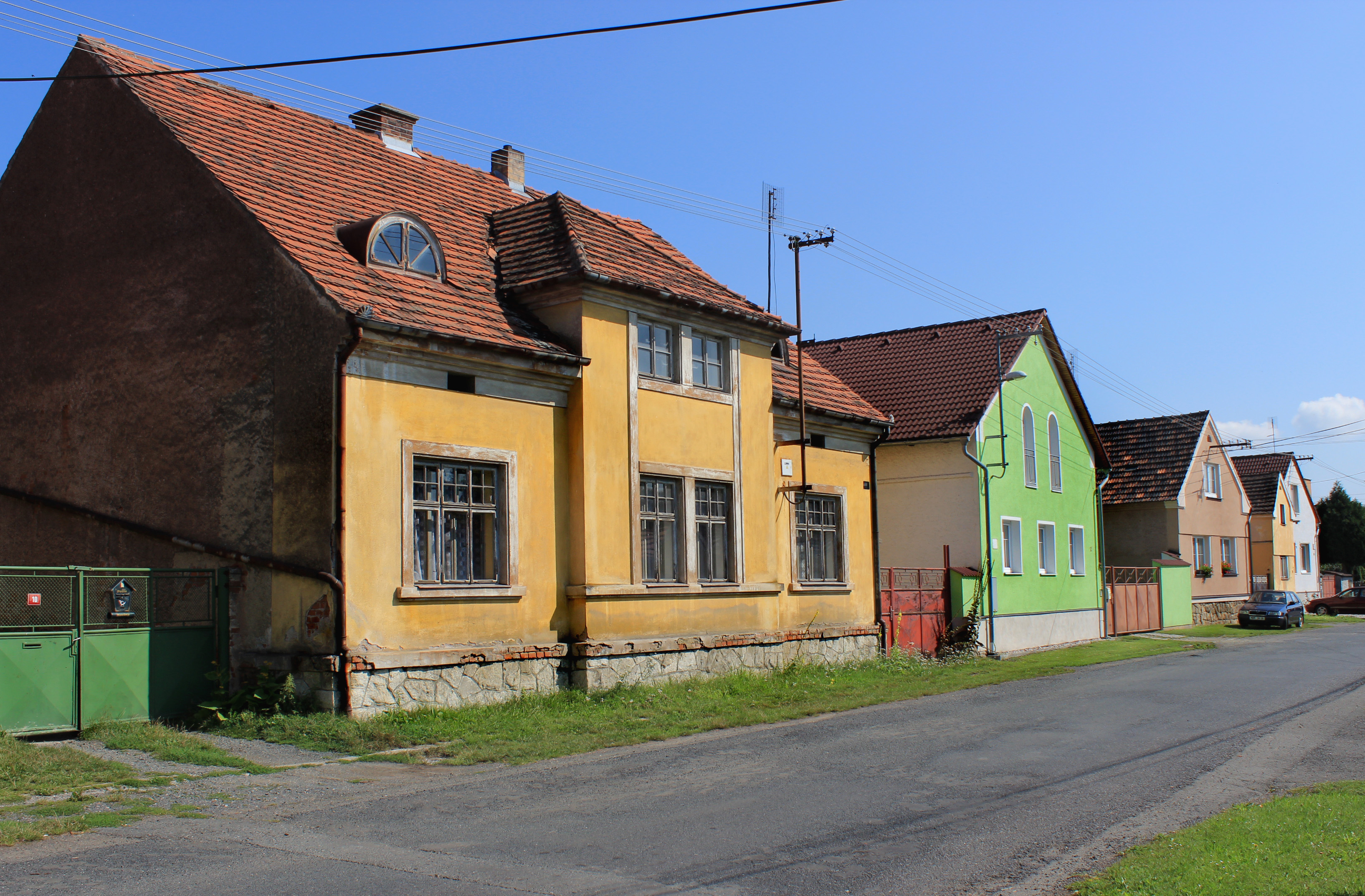
Dorfplatz

Křenovy (deutsch Kschenowa, früher Křenowa) ist eine Gemeinde in Tschechien. Sie liegt sechs Kilometer östlich von Horšovský Týn und gehört zum Okres Domažlice.

## Geographie
Křenovy befindet sich unterhalb der Einmündung des Baches Lukavice am linken Ufer der Radbuza im Pilsener Hügelland. Südwestlich erhebt sich die Peřina (454 m), im Nordwesten der Volkův kříž (Walkerskreuz, 434 m). Durch den Ort führt die Straße I/26 zwischen Horšovský Týn und Stod. Südlich des Dorfes verläuft am gegenüberliegenden Flussufer die Bahnstrecke Staňkov–Poběžovice.

## Geschichte
Die erste urkundliche Erwähnung des Dorfes erfolgte 1379. Im Jahre 1390 erwarb das Kloster Kladruby einen Teil des Dorfes. Der klösterliche Anteil wurde im 16. Jahrhundert an das Gut Puclice verpfändet. Später ging das gesamte Dorf in das Eigentum des Gutes über. Im Theresianischen Kataster sind für Křenovy elf Bauern, ein Bäcker, ein Schankwirt und die herrschaftlichen Mühle aufgeführt. Nachdem die Grafen Trauttmansdorff das Gut Puclice erworben hatten, schlugen sie dieses ihrer Herrschaft Horšovsky Týn zu.
Nach der Aufhebung der Patrimonialherrschaften bildete Křenové ab 1850 eine Gemeinde im Gerichtsbezirk Bischofteinitz. Ab 1868 gehörte Křenové zum Bezirk Bischofteinitz und wurde 1869 nach Puclice eingemeindet. Im Jahre 1890 löste sich das Dorf wieder von Puclice los und bildete unter dem Namen Křenova eine eigene Gemeinde. Im Jahre 1900 lebten in dem Dorf 264 Menschen, 1910 waren es 244. Zu Beginn des 20. Jahrhunderts führte die Gemeinde den Namen Křenov, der heutige Ortsname Křenovy wird seit 1924 verwendet. Im Jahre 1960 wurde die Gemeinde dem Okres Domažlice zugeordnet. Zwischen 1985 und 1990 war Křenovy nach Horšovský Týn eingemeindet.

## Sehenswürdigkeiten
- Kapelle des hl. Wenzel, erbaut 1926 anstelle einer alten Marienkapelle
- Museum Křenovská váha im Gebäude der Dorfwaage mit Ausstellung historischer Waagen
- Jüdischer Friedhof, einen Kilometer nordwestlich im Wald